# Dyrehavsbakken
A Dyrehavsbakken vagy Bakken a világ legrégebb óta működő vidámparkja, mely Klampenborg közelében található. Évente 2,5-2,7 milliós látogatószámával Dánia második legvonzóbb látványossága a Tivoli vidámpark után.

## Történelem

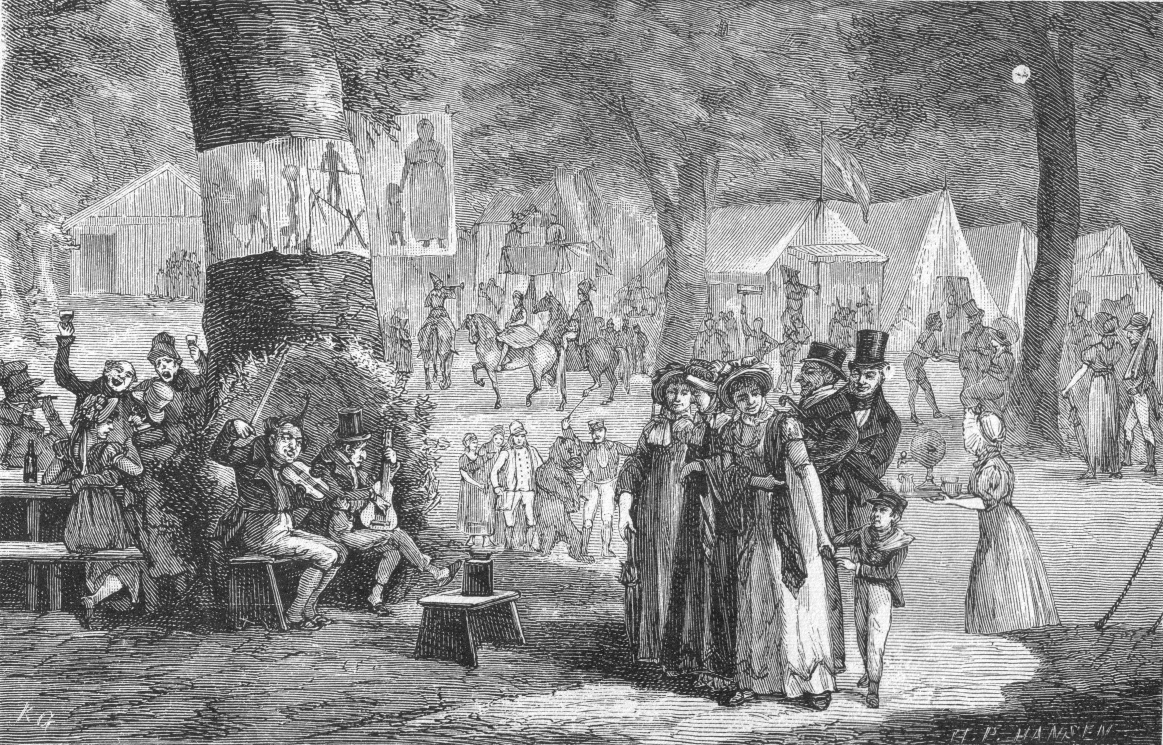
Dyrehavsbakken a 19. században

A park eredete 1583-ból származik, amikor Kirsten Piil felfedezett egy természetes forrást a ma Jægersborg Dyrehave nevű erdei parkban Koppenhága északi részén. A város lakói kedvelték a forrást a városban található rossz minőségű víz miatt. Sokan úgy hitték, gyógyító hatásai is vannak, ezért főleg tavasszal tömegesen jártak a forráshoz. A tömegek pedig odavonzották a szórakoztató művészeket és árusokat, ami által kialakult a mai vidámparkok első formája.
A kezdeti időkben a területre még nem volt szabad bejárása az embereknek, mert akkor még királyi vadászterület volt. 1669-ben III. Frigyes dán király úgy döntött, állatparkot hoz létre a helyen, majd fia, V. Keresztély 3-4-szeresére bővített azt, miután 1670-ben ő lett a király. 1671-től lett a neve Jægersborg Dyrehave. V. Keresztély uralkodása alatt a park tiltott terület volt, ez 1756-ban változott meg V. Frigyes idején. Megnyitása után a park virágzani kezdett. A szórakoztatók és árusok visszatértek, a hely híre további művészeket vonzott, köztük Pierrot-t, a bohócot, akinek műsora ma is látható a parkban. Bakken tovább növekedett a Napóleoni háborúk idején is, megközelíthetőségét vasúti és gőzhajó járatokkal segítették elő.
A park népszerűségével a körülmények egyre rosszabbá váltak, melynek eredményeképpen a tulajdonosok („tent owners”) létrehozták a Dyrehavsbakken Tent Owners’ Association elnevezésű szövetséget 1885-ben. Ettől kezdve a szövetség gondoskodott a szemét összegyűjtéséről, a tisztálkodási lehetőségekről, vízellátásról, nyilvánosságról illetve az elektromos hálózat bevezetéséről. A szövetség ma is működik, a parkban közreműködők kötelesek tagjai közé lépni.
A lehetőségek az idővel bővültek, egyre több játék, hullámvasút, szórakozási lehetőség épült a parkban.

## Szórakozási lehetőségek

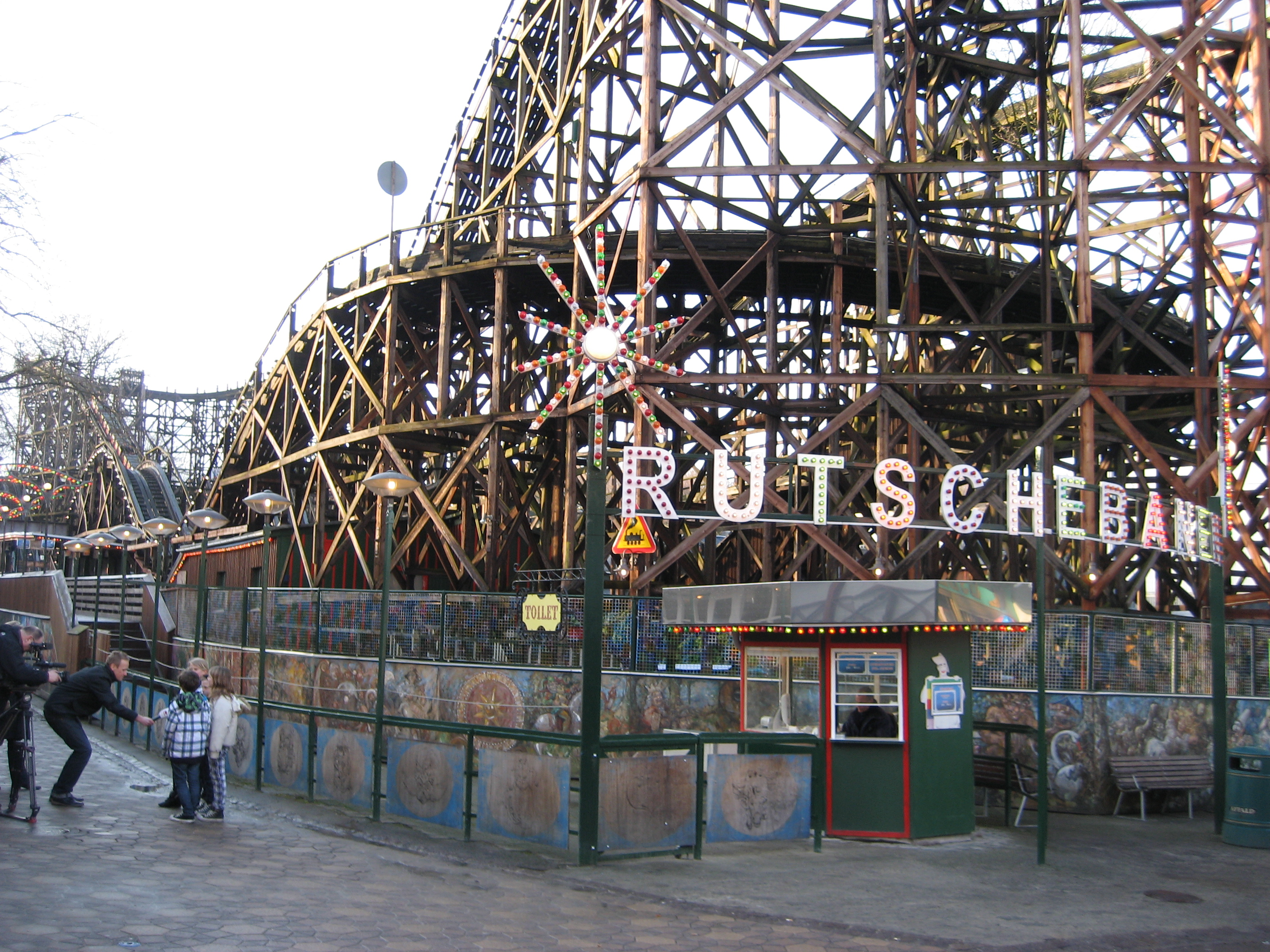
Rutschebanen hullámvasút

A vidámparkban több mint harminc játék, valamint közel negyven étterem és bár működik. Öt hullámvasútja között a leghíresebb a 31 méter magas Rutschebanen nevű fa szerkezetű hullámvasút, mely 1932-ben nyílt meg. Az American Coaster Enthusiasts társaság a hullámvasutat Coaster Classic díjjal jutalmazta.
| Hullámvasút      | Megnyílt           | Leírása                                                                              |
| ---------------- | ------------------ | ------------------------------------------------------------------------------------ |
| Mariehønen       | 2001 vagy korábban | Családi hullámvasút ovális pályával.                                                 |
| Mine Train Ulven | 1997               | Bányakocsis stílusú hullámvasút. 2004-ben alagúttal bővítették ki.                   |
| Racing           | 1980-as évek       | Vadegér hullámvasút. 1971 és 1974 között Rudolf Robrahn showman utazgatott vele.     |
| Rutschebanen     | 1932               | Fa szerkezetű hullámvasút. ACE (American Coaster Enthusiasts) Coaster Classic díjas. |
| Tornado          | 2009               | Vadegér hullámvasút zárt, forgó kocsikkal.                                           |

## Működése
Dyrehavsbakken március végétől augusztus végéig üzemel. A parkba lépés ingyenes, az egyes játékokért és programokért kell a helyszínen fizetni.